# Ипсуич (Англия)
И́псуич, И́псвич (англ. Ipswich) — город и порт в Восточной Англии, расположенный в эстуарии реки Оруэлл, впадающей в Северное море. Один из старейших городов Англии. Находится в 50 километрах от Лондона. Административный центр графства Суффолк.
Население в 2014 году было оценено в 135 тыс. человек. В 1994 году было 115 тыс. жителей; в 1970 году — 122 тыс. жителей.

## Экономика
Машиностроение (в том числе сельскохозяйственное, землеройное и другое); производство минеральных удобрений; полиграфическая, мебельная, швейная, пищевая промышленность. Естественно-исторический музей.

## Культура
С 2007 в Ипсуиче раcположен Университет Суффолка, поддерживающий партнёрские связи с Эссекским университетом в Колчестере и Университетом Восточной Англии в Норидже.
Неподалёку от Ипсуича находится памятник палладианской архитектуры — Вулверстон-холл и Особняк Крайстчерч эпохи Тюдоров.

## Спорт
В городе базируется футбольный клуб «Ипсвич Таун». Домашние игры проводит на стадионе «Портман Роуд» вместительностью 30 311 человек.

## Климат
| Показатель                    | Янв.  | Фев.  | Март  | Апр.  | Май   | Июнь  | Июль  | Авг.  | Сен.  | Окт.  | Нояб. | Дек.  | Год    |
| ----------------------------- | ----- | ----- | ----- | ----- | ----- | ----- | ----- | ----- | ----- | ----- | ----- | ----- | ------ |
| Абсолютный максимум, °C       | 14,9  | 18,1  | 22,8  | 24,4  | 28,4  | 33,5  | 33,0  | 35,2  | 30,5  | 25,6  | 18,3  | 15,9  | 35,2   |
| Средний суточный максимум, °C | 7,1   | 7,5   | 10,4  | 13,0  | 17,0  | 20,1  | 22,9  | 22,8  | 19,4  | 14,9  | 10,1  | 7,9   | 14,5   |
| Средний суточный минимум, °C  | 0,9   | 0,8   | 2,31  | 3,5   | 6,2   | 9,0   | 11,3  | 11,2  | 9,2   | 6,6   | 3,1   | 1,6   | 5,5    |
| Абсолютный минимум, °C        | −16,1 | −13,9 | −11,1 | −5,8  | −4    | −1,1  | 2,3   | 2,2   | 0,0   | −5,5  | −8,4  | −13,9 | −16,1  |
| Норма осадков, мм             | 52,14 | 34,07 | 41,63 | 42,06 | 41,80 | 51,86 | 35,50 | 49,12 | 51,31 | 58,14 | 56,25 | 54,52 | 569,31 |
| Источник:                     |       |       |       |       |       |       |       |       |       |       |       |       |        |

## Города-побратимы
- Аррас, Франция (1992)

## Галерея
- Эншент-хаус
- Ипсуичская ратуша